# Kai Shibato
Kai Shibato (柴戸 海, Shibato Kai), né le 24 novembre 1995, est un footballeur japonais qui évolue au poste de milieu défensif au Urawa Reds, il est actuellement en prêt au  FC Machida Zelvia.

## Biographie
Shibato commence sa carrière professionnelle avec le club du Urawa Reds, club de J1 League. En 2019, Urawa termine vice-champion de Ligue des champions de l'AFC.